# MTV Romania Music Awards
Gli MTV Romania Music Awards (conosciuti in Romania con il nome di Premiile muzicale MTV România) sono stati una manifestazione istituita nel 2003, organizzata dall'emittente televisiva MTV, dove venivano assegnati premi dedicati alla musica rumena. Alcuni dei contendenti delle varie categorie sono stati concorrenti all'Eurovision come rappresentanti della Romania. Dopo ben sei edizioni dello show, nel 2009 l'evento è stato cancellato, ma è stato comunque sostituito dai Romanian Music Awards.

## Location che hanno ospitato gli MTV Romania Music Awards
| Anno | Città       | Luogo                         |
| ---- | ----------- | ----------------------------- |
| 2003 | Bucarest    | Sala Polivalentă              |
| 2004 | Bucarest    | Sala Palatului                |
| 2005 | Bucarest    | Sala Palatului                |
| 2006 | Cluj-Napoca | Sala Sporturilor Horia Demian |
| 2007 | Sibiu       | Piața Mare                    |

## Vincitori dei premi nelle varie edizioni

### 2003
- Best Rock: Iris//Uriah Heep
- Best DJ: Rhadoo
- Best Group: Class
- Best Male: Marius Moga
- Best Female: Andra
- Best Live: Voltaj
- Best website: www.annes.ro Archiviato il 28 febbraio 2009 in Internet Archive.
- Best New Act: Unu VS. George Nicolescu
- Best Song: O-Zone
- Best Dance: O-Zone
- Best Hip-Hop: Paraziții
- Best Pop: Class
- Best Album: Animal X
- Best Video: Zdob și Zdub
- Life Time Award: Phoenix
- Free Your Mind: "Litoralul pentru toți" – Dan Matei Agathon

### 2004
- Best Female: Loredana - Femeia ta
- Best Male: Ștefan Bănică, Jr. - Am s-o aștept
- Best Pop: Class - Luna mi-a zâmbit
- Best Album: BUG Mafia - Băieți buni
- Best Etno: Zdob și Zdub - Everybody in the casa mare
- Best Song:  3rei Sud Est - Clipe
- Best Hip-Hop: B.U.G. Mafia - Românește
- Best Group: Voltaj - Noapte bună
- Best Dance: O-Zone - Dragostea din tei
- Best Rock: Cargo - Daca ploaia s-ar opri
- Best Video: Andra feat. Tiger One - Vreau sărutarea ta
- Best New Act: Spicy - Bikini party
- Best Live: Vița de vie
- Best Website: www.gia.ro
- Free Your Mind: Pași spre toleranță (McCann Erickson)
- Life Time Achievement Award: Gică Petrescu

### 2005
- Best Hip-Hop: Ombladon ft. Raku - Egali Din Naștere
- Best New Act: Pavel Stratan - Eu Beu
- Best Female: Nicola - Îți Mulțumesc
- Best Male: Pepe - Numai Iubirea
- Best Song: Activ - Doar Cu Tine
- Best Album: Paraziții - Primii 10 Ani
- Best Live Act: Vița de vie - ClubJ, MTV Live
- Best Website: www.andreeab.ro
- Best Dance: Morandi - Love Me
- Best Etno: Etnic & Haiducii - Zorilor
- Best Pop: Directia 5 - Ești Îngerul Meu
- Best Group: Voltaj - Și Ce?
- Best Rock: Cargo - Nu Pot Trăi Fără Tine
- Best Video: Sensor - Help Yourself
- Lifetime Award: Teo Peter (Awarded posthumously)

### 2006
- Best Group: Akcent (Dragoste de închiriat)
- Best Song: Morandi (Beijo (Uh la la))
- Best Female: Loredana (Le le)
- Best Male: Ștefan Bănică, Jr. (Numele tău)
- Best Hip-Hop: Paraziții (Violent)
- Best New Act: Heaven (Pentru totdeauna)
- Best Dance: DJ Project (Șoapte)
- Best Album: Pavel Stratan (Amintiri din copilărie)
- Best Rock: Iris (Maxima)
- Best Pop: Voltaj (Povestea oricui)
- Best Live Performance: Proconsul (Iași 2005, MTV Live)
- Best Video: Morandi (Falling asleep)
- Free Your Mind Award: Soknan Han Jung

### 2007
- Best Group: Simplu - Oficial îmi merge bine
- Best Song: Cleopatra Stratan - Ghiță
- Best Female: Andreea Bănică - Fiesta
- Best Male: Ștefan Bănică, Jr. - Toata lumea dansează
- Best Hip-Hop: Cheloo - Operațiunea c*r pansat
- Best New Artist: Cleopatra Stratan - Ghiță
- Best Dance: DJ Project - Ești tot ce am
- Best Album: Activ - Everyday
- Best Rock: Iris - Vino pentru totdeauna
- Best Live Act: Ștefan Bănică, Jr.
- Best Pop: Direcția 5 - Stai! Nu mă ocoli
- Best Video: Simplu - Oficial îmi merge bine
- Best Website: www.trupaheaven.ro
- Best Alternative: Șuie Paparude - Armada verbală
- Best International Artist: Sean Paul

### 2008
- Best Album: Morandi - N3xt
- Best Dance: David DJ - Sexy Thing
- Best Female: Andreea Bănică – Încredere / Hooky Song (ft. Smiley)
- Best Male: Smiley – În lipsa mea (with Uzzy)
- Best Group: DJ Project – Lacrimi de înger
- Best Hip-Hop: Paraziții – Mesaj pentru Europa
- Best Live: Iris
- Best New Act: Smiley – În lipsa mea (with Uzzy)
- Best Pop: Smiley – Preocupat cu gura ta, Album: În lipsa mea
- Best Rock: Iris – Cei ce vor fi – Album: Cei ce vor fi
- Best Song: Tom Boxer ft. Anca Parghel – Fly Project – Brasil
- Best Video: Morandi – Angels (Love Is the Answer)
- Best DJ: David DJ – Sexy Thing (ft. Dony)
- Best Website: www.alexvelea.com
- Highest Climber: Alex Velea – Doamna mea
- Best Show: Simplu – Mr. Originality / Istoria dansului cu Simplu
- Border Breaker: Akcent – King of Disco
- Lifetime Award: Anca Parghel